# Indricotheriidae
Die Indricotheriidae sind eine ausgestorbene Familie aus der näheren Verwandtschaft der Nashörner. Ihre Mitglieder lebten vom Unteren Eozän bis zum Unteren Miozän vor 54 bis 20 Millionen Jahren. Hauptsächlich waren die Vertreter in Asien verbreitet, einige spätere kamen auch in Südosteuropa vor. Sie stellten mit Paraceratherium das größte bekannte Landsäugetier der Erdgeschichte.

## Merkmale

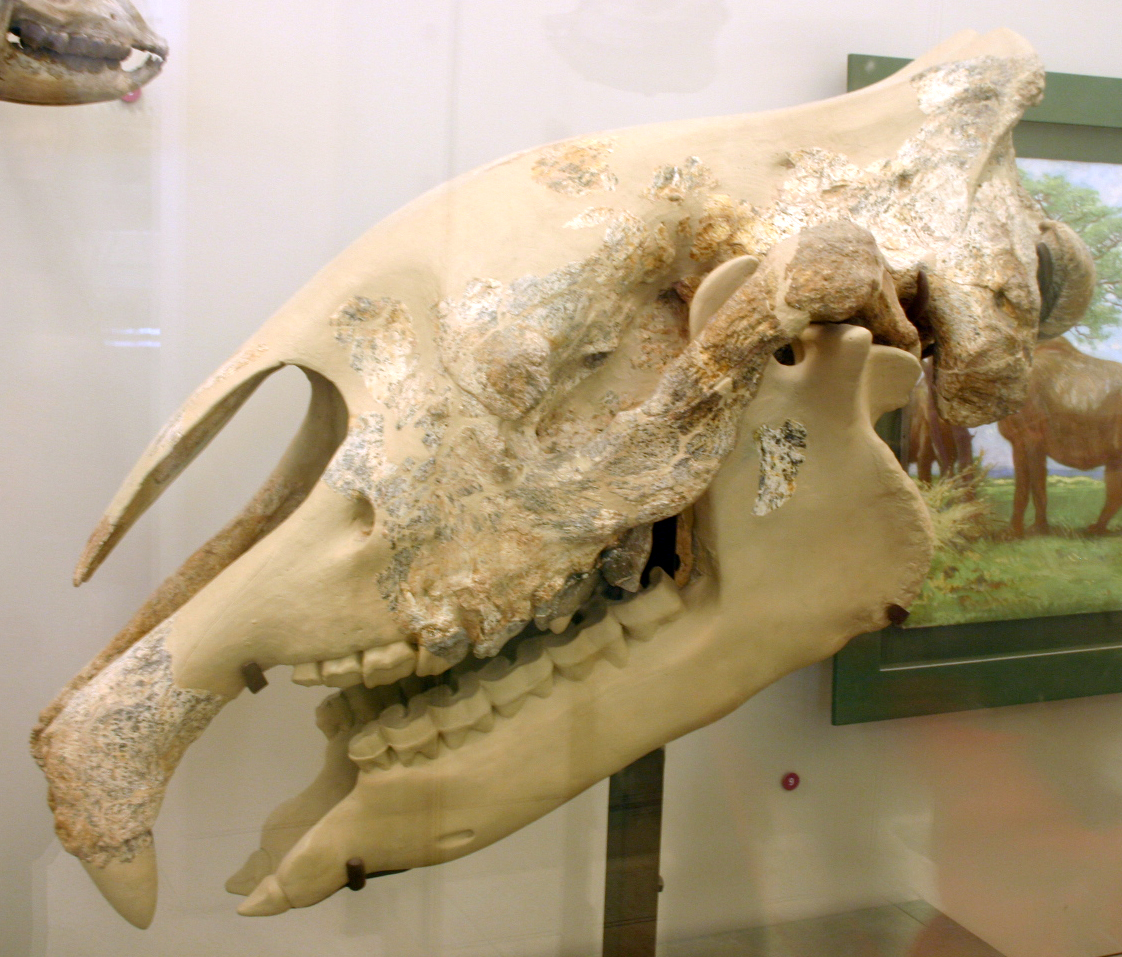
Schädel von Paraceratherium

Die Indricotheriidae (Indricotherien) umfassen mittelgroße bis sehr große Tiere. Vor allem frühe Vertreter waren relativ klein und erreichten die Größe heutiger Ponys, wie es bei Forstercooperia der Fall war. Spätere Vertreter wie Urtinotherium und Paraceratherium dagegen entwickelten riesige Formen, so waren einige Vertreter von Paraceratherium mit einer Kopf-Rumpf-Länge von teils über 8 m und einem Körpergewicht von rund 15 bis 20 t die bis heute größten bekannten Landsäugetiere der Erdgeschichte. Charakteristisch war ihr Körperbau mit einem relativ langen Hals und ebenfalls langen Gliedmaßen, die jeweils in drei Zehen endeten, wobei stammesgeschichtlich ältere Formen noch einen zusätzlichen Zeh am Vorderfuß besaßen, der später verloren ging. Dabei zeigte sich im ganzen Körperbau trotz des teilweise extrem hohen Körpergewichtes kaum Anpassung an eine eher schwerfällige, den Elefanten vergleichbare Gangart. So besaßen die Gliedmaßen allgemein recht lange Metapodien, vor allem die Vorderbeine gaben weitere Hinweise auf eine Abstammung von relativ guten Läufern, da der Oberarmknochen verglichen mit der Speiche eher kurz ausgebildet war, was insgesamt einen deutlichen Unterschied zu den nah verwandten Nashörnern darstellt. Der Schädel war wiederum in Relation zu den Körperproportionen recht klein, was ebenfalls im Gegensatz zu den Nashörnern mit ihren großen Köpfen steht. Dabei wies dieser eine recht langgestreckte und eher flache Form auf. Einige leichte knöcherne Erhebungen, vor allem im Gesichtsbereich dienten als Muskelansatzstellen und sprechen dafür, dass die Indricotherien-Vertreter eine stark bewegliche Oberlippe hatten, die wohl dem kurzen Rüssel der heutigen Tapire ähnelte.
Das Gebiss umfasste bei den ursprünglichen Vertretern die vollständige Bezahnung der modernen Säugetiere, bestehend aus drei Schneidezähnen, einem Eckzahn, vier Prämolaren und drei Molaren je Kieferbogen. Stammesgeschichtlich jüngere Vertreter reduzierten vor allem ihr vorderes Gebiss, so dass einige Arten nur noch einen Schneidezahn je Kieferast besaßen. Bedeutend ist die jeweils dolchartige Ausprägung des zweiten oberen (I2) und ersten unteren Schneidezahns (I1), die vor allem bei späteren Gattungen deutlich vergrößert waren und so kleinen Stoßzähnen ähnelten. Die Backenzähne hatten einen bilophodonten, also durch zwei querverlaufende Zahnschmelzhöcker geprägten Aufbau und wiesen in der Regel niedrige Zahnkronen auf.

## Systematik

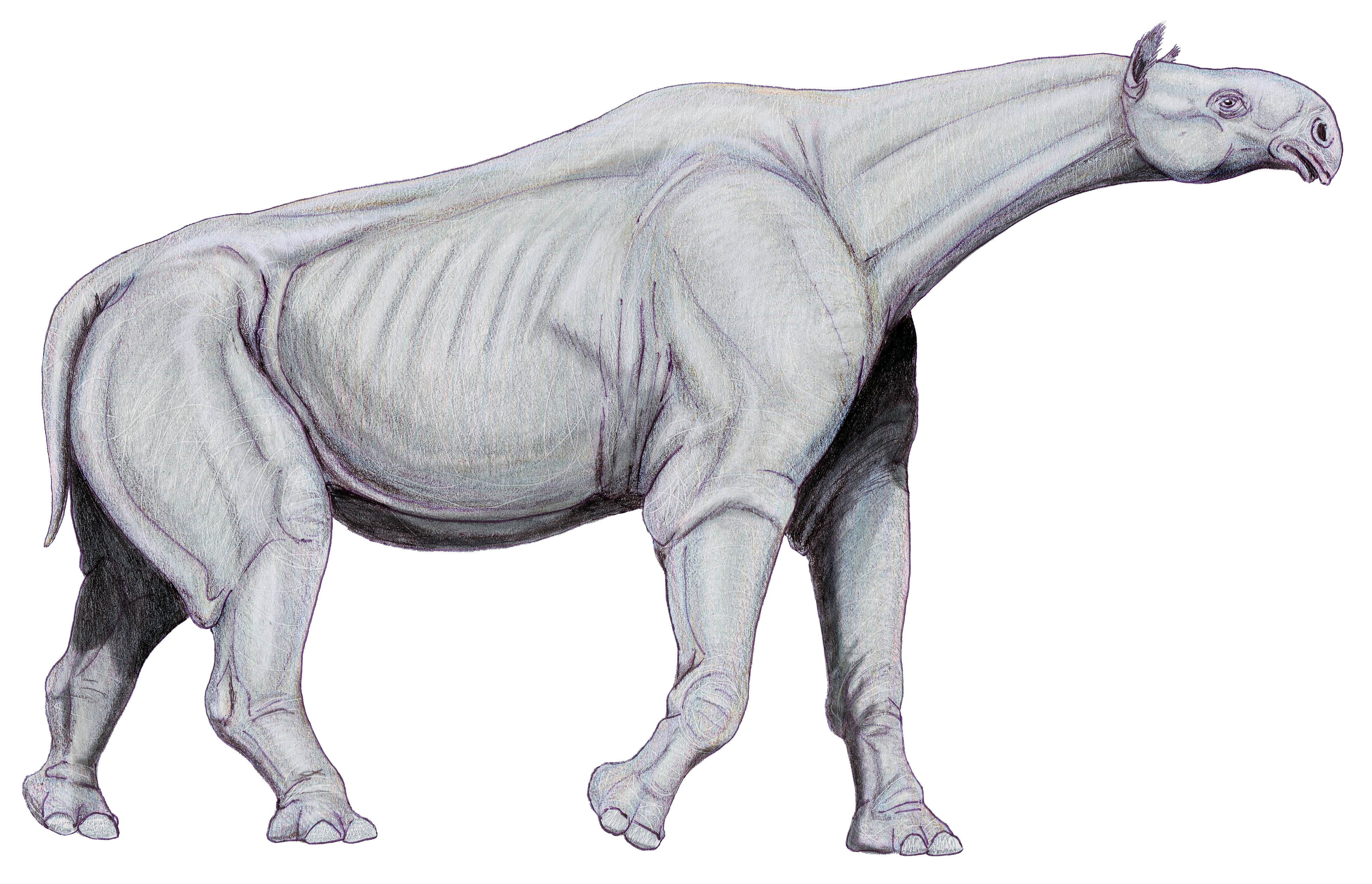
Lebendrekonstruktion des frühen Nashornverwandten Paraceratherium

Die Indricotheriidae stellen eine Familie innerhalb der Überfamilie der Rhinocerotoidea dar. Sie gehören zu den nächsten fossilen Verwandten der heutigen Nashörner. Trennendes Merkmal der beiden Familien sind die Ausprägungen der oberen und unteren Schneidezähne. Während die Indricotheriidae jeweils ein dolchartig geformtes Schneidezahnpaar in der oberen und unteren Zahnreihe aufweisen, besitzen die Nashörner ein solches nur im Unterkiefer, während die oberen meißelartig geformt sind (sogenannte „Meißel-Stoßzahn-Bildung“). Zur weiteren näheren Verwandtschaft innerhalb der Rhinocerotoidea gehören die ebenfalls ausgestorbenen Familien der Amynodontidae, der Eggysodontidae und der Hyracodontidae.
Den Namen Indricotheriidae führte der russisch-sowjetische Paläontologe Alexej Alexejewitsch Borissiak (1872–1944) im Jahr 1923 ein, zunächst unter der Bezeichnung Indricotheriinae als Unterfamilie der Nashörner, im Jahr 1939 hob er sie dann auf Familienniveau. Die ebenfalls 1923  vom US-amerikanischen Geologen Henry Fairfield Osborn (1857–1935) vorgeschlagenen Bezeichnungen Baluchitheriinae bzw. Paraceratheriinae waren zwar eine Zeit lang in Gebrauch, sind aber ungültig.  Dabei bezog sich die Bezeichnung „Indric“ nach Borissiak auf ein Fabelwesen aus dem Buch der Tauben (russisch: Голубиная книга), ein Werk der slawischen Volksliteratur, dessen Anfänge bis ins 13. Jahrhundert zurückreichen und in dem „Indric“ als der „Vater der Tiere“ bezeichnet wird. M. Pavlova wiederum führt „Indric“ etymologisch auf den Namen Heinrich zurück und verortet dessen Ursprung in Böhmen.
Ursprünglich wurden die Indricotheriidae von den meisten Fachleuten als Mitglieder der Nashörner angesehen, die bereits genannten Unterschiede veranlassten Leonard Radinsky 1966 bzw. 1967 dazu, diese Unterfamilie den Hyracodontidae zuzuweisen, was mehrheitlich begrüßt wurde. Einige Forscher sehen dies aber kritisch und verweisen auf die Ausbildung einer vierten Zehe am Vorderfuß bei stammesgeschichtlich älteren Indricotherien-Vertretern, was als ein Hinweis auf eine Stellung innerhalb der Nashörner anzusehen wäre. Da dieses Merkmal aber bei zahlreichen basalen Nashornartigen (Rhinocerotoidea) vorkommt, wird dies meist abgelehnt.
Zahlreiche Gattungen wurden innerhalb der Familie beschrieben, allgemein anerkannt sind heute sechs:
- Gobioceras Bai, Meng, Zhang, Gong & Wang , 2020[17]
- Pappaceras Wood, 1963[18]
- Forstercooperia Wood, 1938[19]
- Juxia Chow & Chiu, 1964[5]
- Urtinotherium Chow &  Chiu, 1963[20]
- Paraceratherium Forster Cooper, 1911[21]

Teilweise werden die angegebenen Gattungen in zwei Unterfamilien aufgeteilt. Demnach gehören Gobioceras, Pappaceras und  Forstercooperia zu den Forstercooperiinae, Juxia, Urtinotherium und Paraceratherium zu den Indricotheriinae (= Paraceratheriinae). Erstere geht auf Miklós Kretzoi aus dem Jahr 1940 zurück, wurde von ihm aber als Familie eingeführt und 1963 von Horace Elmer Wood auf Unterfamilienniveau verschoben. Letztere stammt wie die Familienbezeichnung von Borissiak. Eine Studie aus dem Jahr 2020 sieht beide Gruppen auf Familienniveau getrennt. Grund dafür ist, dass die Indricotheriidae in diesem Sinne phylogenetisch die Schwestergruppe der Nashörner formen. Die Forstercooperiidae würden aber durch die Einbeziehung des sehr archaischen Gobioceras eine weitaus basalere Stellung einnehmen, wodurch die Gesamtgruppe keine in sich geschlossene Einheit mehr bildet.
Vor allem das riesenhafte Paraceratherium wurde in der forschungsgeschichtlichen Vergangenheit unterschiedlich und vielfältig benannt. Die ursprünglich beschriebene Gattung Baluchitherium (1913) (i. e. S. Baluchitherium grangeri Osborn, 1923) wurde 1959 von Vera Gromova in ihrer Generalüberarbeitung der Indricotherien als Synonym von Indricotherium (1915) erkannt. In der gleichen Studie wies die Forscherin Aralotherium (1939) dem 1911 beschriebenen Paraceratherium zu (inklusive des kleineren Baluchitherium osborni Forster Cooper 1913). Das 1973 entdeckte Dzungariotherium und Indricotherium wiederum wurden 1989 in einer weiteren Überarbeitung ebenfalls als Synonyme von Paraceratherium aufgefasst. Dabei sieht die Studie die in der Wissenschaft teilweise stark diskutierten Größenunterschiede vom riesigen Indricotherium zum kleineren Paraceratherium, aber auch die höhere Anzahl von Schneidezähnen bei Indricotherium und Dzungariotherium sowie die deutlichen morphologischen Zahn- und Gebissunterschiede als innerartlichen Geschlechtsdimorphismus der einzelnen Paraceratherium-Arten an, was allerdings häufig abgelehnt wird. Ebenso setzte die Studie das eher kleinwüchsige, 1963 beschriebene Pappaceras mit Forstercooperia gleich. Insgesamt verblieben nach dieser bisher letztmaligen Gesamtbearbeitung vier Gattungen in der Familie. Allerdings gilt Pappaceras seit dem Jahr 2016 wieder als eigenständig, so dass die Familie nun einschließlich des 2020 benannten Gobioceras sechs Gattungen enthält. Probleme bestehen darüber hinaus bei der Stellung des relativ kleinen, 1955 von L. Gabunia beschriebenen Benaratherium, welches im Oligozän lebte und bisher nur wenige Fossilienreste umfasste. Diese Gattung wurde in der Überarbeitung 1989 als schwer zuordenbar eingestuft, eventuell käme eine nähere Verwandtschaft mit Urtinotherium in Frage, neuere Funde aus der Mongolei könnten jedoch möglicherweise zur weiteren Klärung des taxonomischen Status verhelfen. Fossilfunde aus der Shagala-Formation des Oberen Eozäns von Belutschistan in Pakistan erhielten im Jahr 2013 die Bezeichnung Pakitherium, welches einen sehr großen Vertreter der Indricotherien repräsentiert. Dessen wissenschaftliche Anerkennung ist aber unklar.

## Stammesgeschichte
Der bisher älteste bekannte Vertreter der Indricotherien stammt mit Gobioceras aus der Arshanto-Formation im Erlian-Becken der Inneren Mongolei. Die Funde, einzelne Zähne und Kieferfragmente, weisen ein Alter von knapp 54 Millionen Jahren auf und gehören damit dem Unteren Eozän an. Wenig jünger sind die Reste von Pappaceras und Forstercooperia aus dem ausgehenden Unteren und dem Mittleren Eozän, die in der gleichen Region aufgedeckt wurden. Ursprünglich wurde angenommen, diese Gattung sei mit Forstercooperia grandis auch in Nordamerika heimisch gewesen, spätere Untersuchungen verwiesen diese Art jedoch der neu beschriebenen Gattung Uintaceras mit nicht geklärtem Familienrang zu, so dass die Entwicklung der Indricotheriidae auf Eurasien beschränkt bleibt. Die weiteste Verbreitung bis in das südöstliche Europa erreichten die Indricotherien im Oligozän. Ihr letztes Auftreten hatten sie im frühen Miozän.